# كرسي المركب

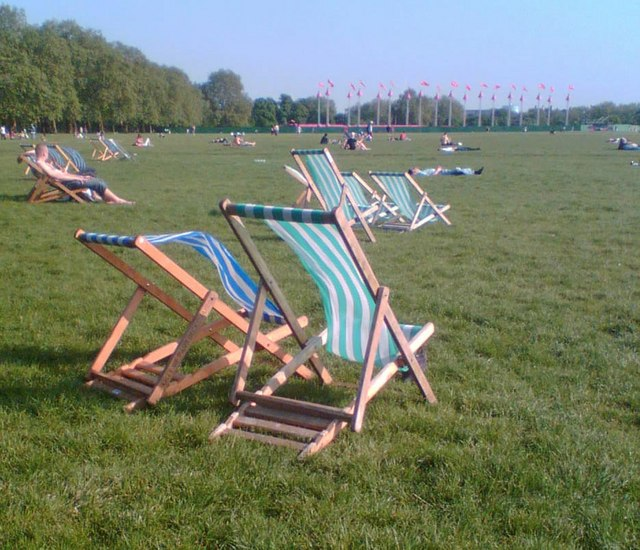
كراسي استرخاء في منتزه هَيد

كرسي المركب أو الاستلقاء أو الاسترخاء أو البحر هو كرسي طوي ذو هيكل من الخشب المعالج أو مادة أخرى. يشير المصطلح الآن عادةً إلى كرسي قابل للطي محمول ذو قماش أو فينيل يشكل مسند الظهر والمقعد. الكرسي مخصص لقضاء وقت الفراغ أصلاً على سطح سفينة أو سفينة سياحية. يمكن نقله وتكديسه بسهولة مع صعوبة طي بعض الأنماط وتكديسها. قد تحتوي الأنواع المختلفة على مقعد ممتد يُقصد استخدامه مسندًا للساق يمكن تعديل ارتفاعه وقد تحتوي أيضًا على مساند للذراع.